# 앨 루이스

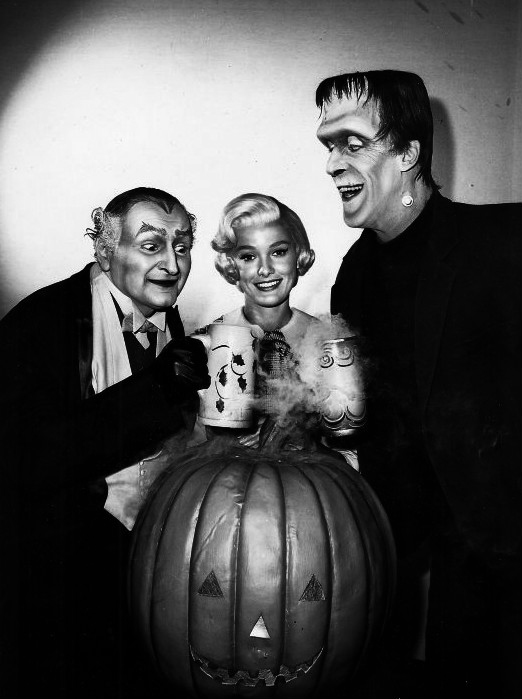

앨 루이스(Al Lewis, 1923년 4월 30일 ~ 2006년 2월 3일)는 미국의 배우, 심리학자, 영화배우, 텔레비전 배우, 라디오 DJ, 정치인이다.
뉴욕에서 태어났으며 뉴욕에서 사망하였다.

## 영화
- 비치 아카데미 (1996년)
- 패스트 머니 (1995년)
- 베이스볼 (1994년)
- 지금은 순찰 중 (1994년)
- 아메리칸 엑스피어리언스 - 코니 아일랜드 (1991년) - 본인 역
- 할아버지는 뱀파이어 (1991년)
- 마피아의 아내 (1988년)
- 몬스터 가족 (1981년)
- 중고차 소동 (1980년)
- 나이트 스트랭글러 (1973년)
- 해안 경비대 (1970년)
- 몬스터 가족 (1964년)
- 월드 오브 헨리 오리언트 (1964년)
- 빌코 상사 (1955년)